# Donje Mrzlo Polje Mrežničko
Donje Mrzlo Polje Mrežničko is een plaats in de gemeente Duga Resa in de Kroatische provincie Karlovac. De plaats telt 545 inwoners (2001).